# Episodi di CSI: NY (prima stagione)
La prima stagione della serie televisiva CSI: NY è stata trasmessa negli Stati Uniti dal 22 settembre 2004 al 18 maggio 2005 su CBS.
In Italia la stagione è stata trasmessa dal 12 gennaio 2006 al 16 marzo 2006 su Italia 1.
| nº | Titolo originale             | Titolo italiano            | Prima TV USA      | Prima TV Italia  |
| -- | ---------------------------- | -------------------------- | ----------------- | ---------------- |
| 1  | Blink                        | Il battito degli occhi     | 22 settembre 2004 | 12 gennaio 2006  |
| 2  | Creatures of the Night       | Creature della notte       | 29 settembre 2004 | 12 gennaio 2006  |
| 3  | American Dreamers            | Scheletro                  | 6 ottobre 2004    | 13 gennaio 2006  |
| 4  | Grand Master                 | Odio mortale               | 27 ottobre 2004   | 13 gennaio 2006  |
| 5  | A Man a Mile                 | La leggenda della miniera  | 3 novembre 2004   | 19 gennaio 2006  |
| 6  | Outside Man                  | L'intruso                  | 10 novembre 2004  | 19 gennaio 2006  |
| 7  | Rain                         | Indagine sotto la pioggia  | 17 novembre 2004  | 26 gennaio 2006  |
| 8  | Three Generations Are Enough | Tre generazioni            | 24 novembre 2004  | 26 gennaio 2006  |
| 9  | Officer Blue                 | Il cecchino                | 1º dicembre 2004  | 2 febbraio 2006  |
| 10 | Night, Mother                | Senza movente              | 15 dicembre 2004  | 2 febbraio 2006  |
| 11 | Tri-Borough                  | Il mercante d'arte         | 5 gennaio 2005    | 9 febbraio 2006  |
| 12 | Recycling                    | Riciclaggio                | 12 gennaio 2005   | 9 febbraio 2006  |
| 13 | Tanglewood                   | Il tatuaggio               | 26 gennaio 2005   | 16 febbraio 2006 |
| 14 | Blood, Sweat & Tears         | Sangue, sudore e lacrime   | 9 febbraio 2005   | 16 febbraio 2006 |
| 15 | 'Til Death Do We Part        | Finché morte non ci separi | 16 febbraio 2005  | 23 febbraio 2006 |
| 16 | Hush                         | Gioco erotico              | 23 febbraio 2005  | 23 febbraio 2006 |
| 17 | The Fall                     | L'Iniziazione              | 2 marzo 2005      | 2 marzo 2006     |
| 18 | The Dove Commission          | Finto movente              | 23 marzo 2005     | 2 marzo 2006     |
| 19 | Crime & Misdemeanor          | Crimine e misfatto         | 13 aprile 2005    | 9 marzo 2006     |
| 20 | Supply & Demand              | Cina bianca                | 27 aprile 2005    | 9 marzo 2006     |
| 21 | On the Job                   | In servizio                | 4 maggio 2005     | 16 marzo 2006    |
| 22 | The Closer                   | Prove schiaccianti         | 11 maggio 2005    | 16 marzo 2006    |
| 23 | What You See Is What You See | Testimone oculare          | 18 maggio 2005    | 16 marzo 2006    |

## Il battito degli occhi
- Titolo originale: Blink
- Diretto da: Deran Sarafian
- Scritto da: Anthony E. Zuiker

### Trama
Mac Taylor, capo dell'unità CSI di New York e la sua squadra indagano su una serie di omicidi, grazie a delle fotografie trovate in una delle scene del crimine che conducono la squadra ad una coppia che ha incontrato una delle vittime e al fidanzato di una vittima sopravvissuta che afferma di non averla più vista da settimane, ma si scopre che la sopravvissuta ha la Sindrome locked-in.

## Creature della notte
- Titolo originale: Creatures Of The Night
- Diretto da: Tim Hunter
- Scritto da: Pam Veasey

### Trama
Bonasera e Messer indagano sullo stupro di una donna benestante avvenuta al Central Park, ma scoprono una peonia sui suoi vestiti, ma non viene trovato il DNA per incastrare uno stupratore e la vittima non ricorda bene l'accaduto. Invece Mac e Burn indagano sull'omicidio di un tossicodipendente, ma si rendono conto che un topo abbia mangiato un proiettile e collegando ad una rapina avvenuta qualche giorno prima.

## Scheletro
- Titolo originale: American Dreamers
- Diretto da: Rob Bailey
- Scritto da: Eli Talbert
- Starring: Grant Albrecht, Charles Parks, Susan Ruttan, Thomas Kopache, Johnny Sneed, John Ross Bowie, Frank Medrano

### Trama
Mac e il team indagano su uno scheletro trovato su un bus abbandonato, scoprendo che ha più di diciott'anni. Mac e il team credono che la vittima sia un ragazzo scomparso anni prima, ma i genitori smentiscono che sia lui. Tracciano la maglia della vittima, i detective vengono condotti a un dipendente del centro giovanile che afferma di non ricordare il ragazzo, ma nasconde un segreto.

## Odio mortale
- Titolo originale: Grand Master
- Diretto da: Kevin Bray
- Scritto da: Zachary Reiter

### Trama
Mac e Flack indagano sull'omicidio di un dee-jay avvenuto vicino al locale, dove la vittima si esibiva in una gara vincendo la competizione, scoprendo anche sulla sua competizione principale, che era geloso che la voce della sua fidanzata faceva parte dell'atto della vittima. Invece Bonasera e Messer indagano sull'omicidio di una stilista, e l'autopsia rivela che la vittima è morta per avvelenamento da pesce-palla, che porta i due ad un ristorante giapponese.
- Special guest star: Master P
- Guest star: Dorian Missick, Billy Brown, Ricky Harris, Olivia Burnette, Chayton Arvin, Shi ne Nielson, Long Nguyen

## La leggenda della miniera
- Titolo originale: A Man a Mile
- Diretto da: David Grossman
- Scritto da: Andrew Lipsitz

### Trama
Bonasera e Burn indagano sull'omicidio di una ragazza adolescente che è stata trovata nel porto, ma scoprono che frequentava una scuola di lusso che cercava di far sembrare che la sua famiglia avesse più soldi di loro. Invece Mac e Messer indagano sull'omicidio di un minatore avvenuto in un tunnel di costruzione in profondità di 200 metri per una nuova parte dell'approvvigionamento idrico della città. Tuttavia, finiscono per affrontare un'unione per minatori, bloccando molti tentativi di ottenere informazioni sulla vittima.
- Special guest star: Terry Kinney
- Guest star: Mike Pniewski, Joe Sikora, Shashwnee Hall, Joshua Leonard

## L'intruso
- Titolo originale: Outside Man
- Diretto da: Rob Bailey
- Scritto da: Timothy J. Lea

### Trama
Messer e Burn indagano sul massacro in una tavola calda, quando alcune persone sono state uccise a revolverate alla testa, i cui sono sopravvissute due persone. Invece Mac e Bonasera indagano sul ritrovamento di una gamba destra, amputata senza alcuni motivi medici.
- Special guest star: Jacob Vargas
- Guest star: Patrick Bauchau, Paul Perri, Kristen Shaw, Michael B. Silver, Greg Davis Jr., De' Angelo Wilson, David Barrera, Laurence N. Kaldor

## Indagine sotto la pioggia
- Titolo originale: Rain
- Diretto da: David Grossman
- Scritto da: Pam Veasey

### Trama
L'intera squadra indagano su una rapina finita male in una banca a Chinatown, in cui due rapinatori sono morti carbonizzati. Scoprono che questa rapina è collegata alla scomparsa della figlia del direttore della banca, ma si rendono conto che la bambina ha assistito alla scena. Mac e Bonasera riescono a rintracciare il terzo rapinatore, solo per trovarlo gravemente ferito, con una scia di impronte insanguinate.
- Guest star: Samantha Quan, Matt Bushell, Alex Sol, Kym Hoy, Mark Kelly

## Tre generazioni
- Titolo originale: Three Generations Are Enough
- Diretto da: Alex Zakrewski
- Scritto da: Andrew Lipsitz

### Trama
Mac, Messer e Burn indagano sulla valigetta trovata vicino agli uffici mercantili con una nota insanguinata all'interno, appartenente all'agente di borsa. Le indagini li ha condotti al collega, che l'uomo stava indagando sulle operazioni illegali, ma giura di non aver nulla a che fare con la sua scomparsa. Bonasera e Flack indagano sull'omicidio di una donna incinta, ma scopre che l'omicidio è collegato alla scomparsa dell'agente di borsa.

## Il cecchino
- Titolo originale: Officer Blue
- Diretto da: Deran Sarafian
- Scritto da: Anthony E. Zuiker

### Trama
Mac, Bonasera e Messer indagano sull'omicidio di un poliziotto a cavallo, e Mac va alla ricerca del proiettile che ha ucciso la vittima, ma il proiettile è rimasto incastrato sulla spina del cavallo che potrebbe essere fatale. Invece Burn e Flack indagano sull'omicidio di un ragazzo, ma Burn rintraccia un altro ragazzo in una pizzeria locale dove si trova di fronte alle intimidazioni del bookmaker che lo usano come facciata di gioco.
- Special guest star: Terry Kinney
- Guest star: Sonya Walger, Gabriel Casseus, Allen Payne, Jude Ciccolella, Jim Metzler, Barry Del Sherman, Paul Carafotes, Elle Fanning, Joleigh Fioravanti

## Senza movente
- Titolo originale: Night, Mother
- Diretto da: Deran Sarafian
- Scritto da: Janet Tamaro

### Trama
Mac e Bonasera indagano sull'omicidio di una donna, trovata nel cortile di uno stabile, insieme ad un'altra donna con le mani sporche di sangue e l'arma del delitto accanto, ma Mac e Bonasera scoprono che quella donna soffre di sonnambulismo, e sostiene che stava cercando di aiutarla. Mentre Messer e Burn indagano sull'omicidio di un borseggiatore che stava usando le informazioni di una sperimentazione medica, e i sospetti cadono su un altro borseggiatore grazie al denaro trovato sull'intimo della vittima.
- Special guest star: Grant Albrecht
- Guest star: Heather Kafka, Corin Nemec, Michael Irby, Scott Valentine, Nicholas Pratley, Bradley Stryker

## Il mercante d'arte
- Titolo originale: Tri-Borough
- Diretto da: Greg Yaitanes
- Scritto da: Eli Talbert e Andrew Lipsitz

### Trama
Mac e Bonasera indagano sulla morte per folgorazione di un ragazzo trovato sui binari della metropolitana. Intanto, Messer e Maka, indagano sull'omicidio di un mercante d'arte, mentre Burn su quello di un operaio edile.

## Riciclaggio
- Titolo originale: Recycling
- Diretto da: Alex Zakrewski
- Scritto da: Timothy J. Lea e Zachary Leiter

### Trama
Mac, Burn e Flack indagano sull'omicidio di una addestratrice di cani, con un ago che le sporge sul petto e i sospetti sono troppi tra giudici, addestratori e concorrenti. Invece Messer e Bonasera indagano sull'omicidio di un ciclista, ma la scena del crimine potrebbe essere lunga nel percorso.

## Il tatuaggio
- Titolo originale: Tanglewood
- Diretto da: Karen Gaviola
- Scritto da: Anthony E. Zuiler

### Trama
Mac e Messer indagano sull'omicidio di un ragazzo, che porta a un omicidio commesso la sera prima e si scopre che la vittima aveva un tatuaggio dei Tanglewood Boys. Invece Messer e Burn indagano sulla morte di una prostituta, scoprendo che la vittima faceva massaggi hot.

## Sangue, sudore e lacrime
- Titolo originale: Blood, Sweat & Tears
- Diretto da: Scott Lautanen
- Scritto da: Eli Talbert ed Erica Shelton

### Trama
Mac e Bonasera indagano sulla strana morte di un contorsionista, trovato in un baule sepolto fra la sabbia della spiaggia a Coney Island, ma l'indagine li porta ad un circo, scoprendo che la vittima gli è stata impedita di vivere una relazione sentimentale con una trapezista, in versione Romeo e Giulietta. Mentre Messer e Flack indagano sull'omicidio una giovane donna, sospettando del marito violento, dal quale la donna era fuggita, poi scoprono che il colpevole è un ragazzo che la conosceva.
- Guest star: Jim Pirri, Mark Ivanir, Anthony Crivello, Victor Browne, Michael Cornacchia, Sarah LaFleur

## Finché morte non ci separi
- Titolo originale: 'Til Death Do Us Part
- Diretto da: Nelson McCormick
- Scritto da: Pam Veasey

### Trama
Mac e Messer indagano sulla strana morte di una giovane sposa avvenuta durante il giorno del suo matrimonio, ma le cose cambiano quando suo padre si rifiuta di far fare l'autopsia, ma Mac e Messer sospettano di una donna che ha addestrato le colombe che avrebbero dovute essere rilasciate, ma l'autopsia rivela che la vittima è morta per avvelenamento da formaldeide. Mentre Bonasera, Burn e Flack indagano sull'omicidio di un uomo, trovato incatenato in un convento abbandonato.
- Guest star: Kelly Hu, Robin Thomas, Rick D. Wasserman, Jim Ortlieb, David DeLuise, Neal Matarazzo, Sam Huntington, Jeff Parise, Bess Wohl, Andy Milder, Tracey Costello, Diva Zappa

## Gioco erotico
- Titolo originale: Hush
- Diretto da: Deran Sarafian
- Scritto da: Anthony E. Zuiker e Timothy J. Lea, Matthew Lau

### Trama
Mac e Bonasera indagano sul brutale omicidio di uno scaricatore di porto, avvenuta per schiacciamento, parte del corpo viene trovata in un container mentre l'altra metà nei magazzini. Mentre Burn e Messer indagano sull'omicidio di una ragazza, conducendoli in un mondo di giochi sessuali.
- Special guest star: Sonya Walger
- Guest star: Kim Coates, Chad Lindberg, Laura Leigh Hughes, Albie Selznick, Mark Sheppard, Bumper Robinson, Tory Kittles, Ed O'Ross, Matthew Porretta, Ted Raimi

## L'iniziazione
- Titolo originale: The Fall
- Diretto da: Norberto Barba
- Scritto da: Anne McGrail e Bill Haynes

### Trama
Mac, Bonasera e Flack indagano su una rapina ad un'enoteca, in cui il proprietario viene ucciso, ma prima di morire lascia una dichiarazione identificando i suoi aggressori come giovani membri di una banda. Nel frattempo, Messer e Burn indagano sull'omicidio di un produttore cinematografico.
- Special guest star: Clark Gregg
- Guest star: Sonya Walger, Jack Gwaltney, Stacey Travis, Brad Grunberg, Patrick Fischler, Erik Gavica, Rose Abdoo

## Finto movente
- Titolo originale: The Dove Commission
- Diretto da: Emilio Estevez
- Scritto da: Anthony E. Zuiker e Zachary Reiter

### Trama
Mac e Bonasera indagano sull'omicidio di uno dei capi del dipartimento che stava per essere reso pubblico il rapporto della “Commissione Dove” in cui un pool di giudici e avvocati esporrà le debolezze del dipartimento di polizia, sospettando di qualcuno all'interno del dipartimento. Mentre Messer e Burn indagano sull'omicidio di un tassista zingaro abusivo.
- Special guest star: Mark Rolston
- Guest star: Grant Albrecht, Chad Lindberg, Mike Starr, Alanna Ubach, David Parker, Clay Wilcox, Patrice Fisher, Leslie Bega, Joy Gohring, Jeremy Ray Valdez, Pete Gardner, Timon Kyle Durrett

## Crimine e misfatto
- Titolo originale: Crime & Misdemeanor
- Diretto da: Rob Bailey
- Scritto da: Eli Talbert e Andrew Lipsitz

### Trama
Mac e Bonasera indagano sull'omicidio di una giovane donna trovata nella lavanderia che lava gran parte della biancheria proveniente dagli hotel della città e i sospetti cadono sul capo della delegazione commerciale di un piccolo paradiso fiscale, che intrattiene rapporti con le Nazioni Unite. Invece Messer e Burn indagano sull'omicidio di un senzatetto, trovato in mezzo alla strada mentre era in posa come statua umana.

## Cina bianca
- Titolo originale: Supply & Demand
- Diretto da: Joe Chappelle
- Scritto da: Anne McGrail e Erica Shelton

### Trama
Tutta la squadra indaga sull'omicidio di uno studente universitario, ma si pensa ad un regolamento di conti tra spacciatori di droga. Dopo aver esaminato le prove, trovano tracce di eroina pura non controllata e scoprono anche che la sua ragazza è scomparsa. Durante l'interrogatorio, Bonasera minaccia il testimone con il distintivo.
- Guest star: Joe Morton, Chad Lindberg, Amy Aquino, Matt McCoy, Taylor Sheridan, Cliff Weissman, Don Wallace, Lindsay Parker

## In servizio
- Titolo originale: On The Job
- Diretto da: David Von Ancken
- Scritto da: Timothy J. Lea

### Trama
Mentre elabora su una scena del crimine, Messer viene improvvisamente attaccato da uno sconosciuto nascosto in un armadio, che lo insegue verso una metropolitana affollata dove lo sconosciuto spara ed uccide un poliziotto. E Messer viene messo sotto inchiesta per omicidio. Nel frattempo, Bonasera indaga sull'omicidio di una tata.
- Guest star: Joe Morton, Chad Lindberg, Alanna Ubach, Nick Damici, Maurice Compte, Octavia Spencer, Chris Tardio, Adina Porter, James Lancaster, Valeri Ross

## Prove schiaccianti
- Titolo originale: The Closer
- Diretto da: Emilio Estevez
- Scritto da: Pam Veasey

### Trama
La squadra indaga sull'omicidio di un fan, dopo la sconfitta della sua squadra contro quella rivale, mentre Messer sull'incidente che ha perso la vita una donna, ma scoprono sono collegati ad una palla da baseball. Nel frattempo, Mac si trova a dover testimoniare in un processo contro un uomo per omicidio, che sostiene di essere innocente.
- Special guest star: Michael Clarke Duncan
- Guest star: Sonya Walger, Raphael Sbarge, Kathryn Harrold, Amaury Nolasco, Andrew Bowen, Jason Cerbone, Petros Papadakis

## Testimone oculare
- Titolo originale: What You See Is What You See
- Diretto da: Duane Clark
- Scritto da: Andrew Lipsitz

### Trama
Mac viene coinvolto in una sparatoria all'interno di un bar, durante la quale un uomo resta ucciso e la cameriera finisce all'ospedale gravemente ferita. Come testimone oculare potrebbe essere molto utile alle indagini, ma la sua testimonianza non è risolutiva per via di alcune circostanze incongruenti. L'autore della sparatoria è individuato e arrestato. Ma viene rilasciato quasi subito dai poliziotti del distretto. Mac allora intuisce che c'è qualcosa di più, che il balordo non è solo un criminale comune, ma un informatore che sta collaborando in un caso gestito dai servizi segreti. Per poterlo avere in consegna e incriminarlo deve trovare l'uomo che i federali stanno cercando.